# Lokus kontrole
Lokus kontrole (tudi mesto nadzora) je psihološki termin, ki se nanaša na prepričanje osebe o tem, kaj povzroča dogodke v njihovem življenju. 
Lokus je lahko notranji (oseba je prepričana, da nadzoruje lastno življenje) ali zunanji (oseba je prepričana, da okolje ali višja sila ali drugi ljudje nadzorujejo njihovo življenje).